# Сьверчинець (Сілезьке воєводство)
Сьверчинець (пол. Świerczyniec, нім. Tannendorf) — село в Польщі, у гміні Бойшови Берунсько-Лендзінського повіту Сілезького воєводства.
У 1975-1998 роках село належало до Катовицького воєводства.